# Cheon (cognome)
Cheon (천?, 千, 天, 川?) è un cognome di lingua coreana.

## Possibili trascrizioni
Chen, Ch'ŏn, Chon, Choun, Chun.

## Origine e diffusione
- Ilcheon Cheon (千) significa "mille". Questo è il carattere più comune, utilizzato come cognome da 103.811 persone in 32.229 famiglie in Corea del Sud, secondo il censimento del 2000.[1]
- Haneul Cheon (天) significa "paradiso". Il censimento del 2000 ha rilevato 8.416 persone in 2.668 famiglie che utilizzano questo carattere per scrivere il proprio cognome.[1]

In uno studio dell'Istituto nazionale per la lingua coreana basato sui dati della richiesta di passaporti della Corea del Sud del 2007, è emerso che il 50% delle persone con questo cognome lo scriveva in lettere latine come Cheon sui loro passaporti, mentre il 42% lo scriveva Chun e il 3,5% lo scriveva Chon. Le ortografie alternative più rare (il restante 4,5%) includevano Choun e la romanizzazione Yale Chen.
Si tratta del 48º cognome per diffusione in Corea secondo i dati del Korean National Statistics Office del 2015. Nel Paese è portato da circa 121927 persone.

## Persone
- Chun In-gee (1994) – golfista sudcoreana
- Chun In-soo (1965) – ex arciere sudcoreano
- Chun Jung-myung (1980) – attore sudcoreano